# Eurymedusa (Dienerin der Nausikaa)
Eurymedusa (altgriechisch Εὐρυμέδουσα Eurymédousa)  ist eine Frauengestalt der griechischen Mythologie.
Sie war laut der Darstellung in Homers Odyssee die alte, aus Apeira stammende Erzieherin und Dienerin der Nausikaa, der Tochter des Alkinoos, Königs der Phaiaken. Sie wurde einst aus Apeira entführt und dem Alkinoos als Ehrengeschenk gebracht. Alkinoos gab ihr daraufhin die Aufgabe, seine Tochter Nausikaa aufzuziehen. Als Odysseus zu den Phaiaken gelangte, war sie die Kammerfrau Nausikaas.